# Zəngilan (district)
Zəngilan (ook geschreven als Zangilan) is een district in Azerbeidzjan.
Zəngilan telt 40.800 inwoners (01-01-2012) op een oppervlakte van 707 km²; de bevolkingsdichtheid is dus 57,7 inwoners per km².